# Safates

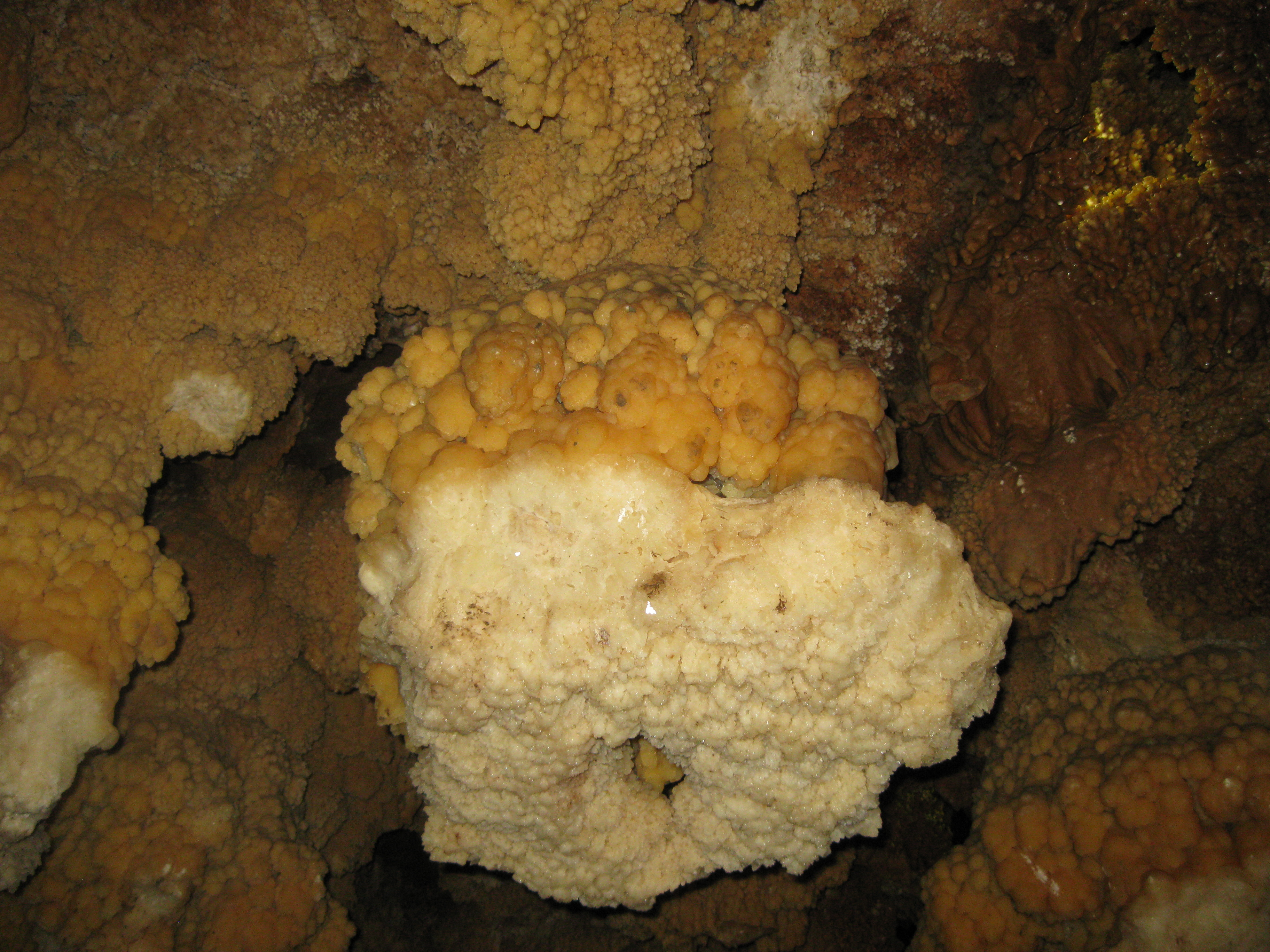
Safata de la cova Alisardr, província d'Hamedan, Iran

Les safates són un rar tipus d'espeleotema, compost de grups de coral·loides i agregats aciculars, la massa composta dels quals acaba en una superfície plana, horitzontal. Sovint, aquestes masses de fons pla es produeixen separades les unes de les altres en diferents nivells al llarg d'una paret de la cova, d'una manera esglaonada. El desenvolupament màxim de les safates és al llarg de les seves superfícies planes, però no per sota. L'elevació de la superfície plana coincideix amb irregularitats de la paret, les puntes de roca ferma, penjolls o de les puntes d'estalactites. La primera descripció d'aquest tipus d'espeleotema fou feta per J. Martini el 1986, a partir de dipòsits de carbonat de calci (calcita i aragonita), i el 1994 se'n varen descriure de sulfat de calci (guix).
L'origen de les safates és complex. Generalment, es formen en els penjolls del sostre de les coves, a partir d'agregats aciculars d'aragonita, que es formen en primer lloc al llarg de les vores on l'aigua flueix cap avall i s'evapora. Més endavant, es produeix un flux d'aigua per damunt de l'agregat acicular per acció capil·lar, que fa que aquest creixi cap amunt, lluny del sostre, i pels costats, creant la superfície de fons pla. Amb el temps, l'agregat acicular es dissol perquè l'evaporació n'és menor, ja que es troba a la part interior, i es torna a dipositar com a coral·loide, a causa de les diferències relatives a la solubilitat de la calcita i l'aragonita.